# 弗拉德伍德鎮區 (明尼蘇達州聖路易斯縣)
弗拉德伍德鎮區（英語：Floodwood Township）是位於美國明尼蘇達州聖路易斯縣的一個行政鎮區。

## 地方資料
弗拉德伍德鎮區的面積為89.32平方千米，當中陸地面積為87.28平方千米，而水域面積為1.40平方千米。根據2020年美國人口普查的數據，當地共有人口247人，而人口密度為每平方千米2.77人。